# 인기가요 BEST 50
인기가요 BEST 50은 MBC에서 1995년 4월 21일부터 1998년 1월 17일까지 방영되었던 가요 프로그램으로 생방송 음악캠프와 쇼! 음악중심의 전신이다.
그리고 현재 MBC ON에서 다시 방송 중이다.

## 역사
- 결정! 최고 인기가요가 1993년 10월 종영된 이후[1], MBC는 이 프로그램을 신설함으로써 1년 반만에 가요순위 방송을 부활시켰으며 이는 당시 지상파 방송 3사가 모두 가요순위 프로그램을 편성하게 되는 계기가 되었다.
- 그리고 96년부터 주제를 선정해 테마가 있는 10대 취향의 가요순위프로그램을 지향했다.
- 1998년 1월 17일 방송을 끝으로 종영되었으며 이유로는 IMF 구제금융으로 인한 과도한 제작비 문제와 지나치게 10대 위주로 흐르는 가요문화의 폐단을 없애려는 의도에서였다.[2] 이후 '생방송 젊은 그대'를 신설했으나 얼마 못 가 '생방송 음악캠프'로 대체되었다.

## 순위 선정 방법
다음은 1995년 첫방송에서 소개한 순위 선정 방식이다.
- 6대 도시 설문조사 70%, 라디오/TV 방송횟수 30% 집계를 통해 BEST50과 1위 후보곡 선정
- VMS자동응답전화를 통해 1위 결정
- 무제한 1위 가능 (이때에는 Best of Best 제도가 없었다)

1995년 가을개편 이후 순위 집계 방식도 차츰 변화되어 갔다.
- 1995년 10월 27일부터 1996년 3월 1일까지는 인기가요 집계를 담당하는 스튜디오인 매직센터에서 50~3위까지의 순위와 1위결정이 매직센터 집계전산망을 통해 이루어졌으며, 매직쟈키인 이매리가 VJ 역할을 담당했다.
- ARS 집계,천리안(매직콜)집계,전국투표인단(100%)를 통해 1위를 선정
- 3주 연속 1위를 하면 BEST OF BEST를 시상하고 이후 순위 집계에서 제외하는 제도를 시행함.
- 1997년 봄개편부터는 PC통신 집계대행사가 데이콤(천리안)에서 나우콤(나우누리)로 변경되었다.

## 역대 MC
| 대수 | 진행자                 | 진행 기간                         |
| ---- | ---------------------- | --------------------------------- |
| 1대  | 신은경, 김지수         | 1995년 4월 21일 ~ 10월 20일       |
| 2대  | 이본, 정찬             | 1995년 10월 28일 ~ 1996년 3월 2일 |
| 3대  | 김용만, 김지수         | 1996년 3월 9일 ~ 5월 18일         |
| 4대  | 김용만, 김남주         | 1996년 5월 25일 ~ 1997년 3월 1일  |
| 5대  | 이윤석, 김소연, 김진수 | 1997년 3월 8일 ~ 10월 18일        |
| 6대  | 홍경인, 우희진         | 1997년 11월 1일 ~ 1998년 1월 17일 |

## 역대 1위 수상자

### 1995년
| 4월 - 4월 21일 : 김건모 잘못된 만남 - 4월 28일 : 김건모 잘못된 만남 (2주 연속) 5월 - 5월 5일 : 룰라 날개 잃은 천사 - 5월 12일 : 룰라 날개 잃은 천사 (2주 연속) - 5월 19일 : 룰라 날개 잃은 천사 (3주 연속) - 5월 26일 : 룰라 날개 잃은 천사 (4주 연속) 6월 - 6월 2일 : 룰라 날개 잃은 천사 (5주 연속) - 6월 9일 : 룰라 날개 잃은 천사 (6주 연속) - 6월 16일 : 룰라 날개 잃은 천사 (7주 연속) - 6월 23일 : 특선영화 <둘이 합쳐 IQ 100> 편성 관계로 결방 - 6월 30일 : 삼풍백화점 붕괴 뉴스특보 관계로 결방 | 7월 - 7월 7일 : 녹색지대 사랑을 할 거야 - 7월 14일 : 95 프로야구 올스타전 중계방송 관계로 결방 - 7월 21일 : 노이즈 상상속의 너 - 7월 28일 : 노이즈 상상속의 너 (2주 연속) 8월 - 8월 4일 : 노이즈 상상속의 너 (3주 연속) - 8월 11일 : 노이즈 상상속의 너 (4주 연속) - 8월 18일 : DJ DOC 머피의 법칙 - 8월 25일 : 솔리드 이 밤의 끝을 잡고 9월 - 9월 1일 : R.ef 이별 공식 - 9월 8일 : R.ef 이별 공식 (2주 연속) - 9월 15일 : 박미경 이브의 경고 - 9월 22일 : 박미경 이브의 경고 (2주 연속) - 9월 29일 : 박미경 이브의 경고 (3주 연속) 10월 - 10월 6일 : 축구 올림픽대표 평가전 <한국 : 멕시코> 중계방송 관계로 결방 - 10월 13일 : 박미경 이브의 경고 (4주 연속) - 10월 20일 : 95 프로야구 한국시리즈 5차전 <OB 베어스 : 롯데 자이언츠> 중계방송 관계로 결방 - 10월 27일 : R.ef 상심 11월 - 11월 3일 : 서태지와 아이들 Come Back Home - 11월 10일 : 서태지와 아이들 Come Back Home (2주 연속) - 11월 17일 : 서태지와 아이들 Come Back Home (3주 연속) (BEST OF BEST) - 11월 24일 : 육각수 흥보가 기가 막혀 12월 - 12월 1일 : 창사기념 축구 국가대표 평가전 <한국 : 스웨덴> 중계방송 관계로 결방 - 12월 8일 : 이소라 난 행복해 - 12월 15일 : 이소라 난 행복해 (2주 연속) - 12월 22일 : 김정민 슬픈 언약식 - 12월 29일 : 연말결산 미집계 |

### 1996년
| 1월 - 1월 5일 : 신년특집 김정민 슬픈 언약식 (2주 연속) - 1월 12일 : 김정민 슬픈 언약식 (3주 연속) (BEST OF BEST) - 1월 19일 : 터보 검은 고양이 - 1월 26일 : 터보 검은 고양이 (2주 연속) 2월 - 2월 2일 : 터보 검은 고양이 (3주 연속) (BEST OF BEST) - 2월 9일 : DJ DOC 겨울 이야기 - 2월 16일 : DJ DOC 겨울 이야기 (2주 연속) - 2월 23일 : 97 동계 유니버시아드대회 축하쇼 편성 관계로 결방 3월 - 3월 1일 : 녹색지대 준비없는 이별 - 3월 9일 : 김정민 마지막 약속 - 3월 16일 : 김정민 마지막 약속 (2주 연속) - 3월 23일 : 김정민 마지막 약속 (3주 연속) (BEST OF BEST) - 3월 30일 : 서지원 내 눈물 모아 4월 - 4월 6일 : 서지원 내 눈물 모아 (2주 연속) - 4월 13일 : 서지원 내 눈물 모아 (3주 연속) (BEST OF BEST) - 4월 20일 : 패닉 달팽이 - 4월 27일 : 패닉 달팽이 (2주 연속) 5월 - 5월 4일 : 특별기획 어린이에게 새 생명을 편성 관계로 결방 - 5월 11일 : 일산 호수공원 개장 기념 늘푸른음악회 편성 관계로 결방 - 5월 18일 : 월드컵 유치를 위한 축하쇼 및 아프로 아시아선수권대회 <천안 일화 : 남아공 올란도> 중계방송 관계로 결방 - 5월 25일 : 솔리드 넌 나의 처음이자 마지막이야 6월 - 6월 1일 : 축구 국가대표 평가전 <국가대표 : 슈투트가르트> 중계방송 관계로 결방 (월드컵 유치기념 관련 특집 편성) - 6월 8일 : 김건모 스피드 - 6월 15일 : 룰라 스페셜 방송 관계로 결방 - 6월 22일 : 김건모 스피드 (2주 연속) - 6월 29일 : 김건모 스피드 (3주 연속) (BEST OF BEST)(50회 특집) | 7월 - 7월 6일 : 신승훈 나보다 조금 높은 곳에 니가 있을뿐 - 7월 13일 : 클론 쿵따리 샤바라 - 7월 20일 : 클론 쿵따리 샤바라 (2주 연속) - 7월 27일 : 클론 쿵따리 샤바라 (3주 연속) (BEST OF BEST) 8월 - 8월 3일 : 신승훈 내 방식대로의 사랑 - 8월 10일 : DJ DOC 여름 이야기 - 8월 17일 : DJ DOC 여름 이야기 (2주 연속) - 8월 24일 : DJ DOC 여름 이야기 (3주 연속) (BEST OF BEST) - 8월 31일 : 터보 Twist King 9월 - 9월 7일 : 터보 Twist King (2주 연속) - 9월 14일 : 터보 Twist King (3주 연속) (BEST OF BEST) - 9월 21일 : 김민종 귀천도애 - 9월 28일 : 추석특집 인기가요 청백대전 편성 관계로 결방 10월 - 10월 5일 : 김민종 귀천도애 (2주 연속) - 10월 12일 : 김민종 귀천도애 (3주 연속) (BEST OF BEST) - 10월 19일 : 터보 Love is (3+3=0) - 10월 26일 : 터보 Love is (3+3=0) (2주 연속) 11월 - 11월 2일 : 영턱스클럽 정 - 11월 9일 : 영턱스클럽 정 (2주 연속) - 11월 16일 : 김정민 애인 - 11월 23일 : 이문세 조조할인 - 11월 30일 : 김정민 애인 (통산 2주) 12월 - 12월 7일: 김정민 애인 (2주 연속, 통산 4주) - 12월 14일 : 김정민 애인 (3주 연속, 통산 5주 연속) (BEST OF BEST) - 12월 21일 :성탄특집 미집계 (1996년 연말결산) - 12월 28일 : H.O.T. 캔디 (송년특집) |

### 1997년
| 1월 - 1월 4일 : 신년특집 인기가요 베스트 50 H.O.T. 캔디 (2주 연속) - 1월 11일 : H.O.T. 캔디 (3주 연속) (BEST OF BEST) - 1월 18일 : 쿨 운명 - 1월 25일 : 쿨 운명 (2주 연속) 2월 - 2월 1일 : 쿨 운명 (3주 연속) (BEST OF BEST) - 2월 8일 : 설날특집 방송 관계로 결방 - 2월 15일 : 이지훈 왜 하늘은 - 2월 22일 : 이소라 기억해줘 3월 - 3월 1일 : 이지훈 왜 하늘은 (통산 2주)제78주년중계(3.1절 특집) - 3월 8일 : 양파 애송이의 사랑 - 3월 15일 : 양파 애송이의 사랑 (2주 연속) - 3월 22일 : 양파 애송이의 사랑 (3주 연속) (BEST OF BEST) - 3월 29일 : 룰라 연인 4월 - 4월 5일 : 언타이틀 날개 - 4월 12일 : 언타이틀 날개 (2주 연속) - 4월 19일 : 언타이틀 날개 (3주 연속) (BEST OF BEST) - 4월 26일 : 업타운 다시 만나줘 5월 - 5월 3일 : 결방 - 5월 10일 : 엄정화 배반의 장미 - 5월 17일 : 안재욱 Forever - 5월 24일 : 안재욱 Forever (2주 연속) - 5월 31일 : 안재욱 Forever (3주 연속) (BEST OF BEST) 6월 - 6월 7일 : 결방 - 6월 14일 : UP 뿌요 뿌요 - 6월 21일 : 박진영 그녀는 예뻤다 - 6월 28일 : 박진영 그녀는 예뻤다 (2주 연속) | 7월 - 7월 5일 : 박진영 그녀는 예뻤다 (3주 연속) (BEST OF BEST) - 7월 12일 : 임창정 그때 또 다시 - 7월 19일 : 결방 - 7월 26일 : 임창정 그때 또 다시 (2주 연속) 8월 - 8월 2일 : 임창정 그때 또 다시 (3주 연속) (BEST OF BEST) - 8월 9일 : 유승준 가위 - 8월 16일 : 유승준 가위 (2주 연속) - 8월 23일 : H.O.T. 행복 - 8월 30일 : H.O.T. 행복 (2주 연속) 9월 - 9월 6일 : H.O.T. 행복 (3주 연속) (BEST OF BEST) - 9월 13일 : 추석특집 DJ DOC DOC와 춤을 - 9월 20일 : DJ DOC DOC와 춤을 (2주 연속) - 9월 27일 : 김경호 나를 슬프게 하는 사람들 10월 - 10월 4일 : 김경호 나를 슬프게 하는 사람들 (2주 연속) - 10월 11일 : 임창정 결혼해줘 - 10월 18일 : 임창정 결혼해줘 (2주 연속) - 10월 25일 : 임창정 결혼해줘 (3주 연속) (BEST OF BEST) 11월 - 11월 1일 : 지누션 말해줘 - 11월 8일 : 지누션 말해줘 (2주 연속) - 11월 15일 : 지누션 말해줘 (3주 연속) (BEST OF BEST) - 11월 22일 : H.O.T. We Are The Future - 11월 29일 : 98 프랑스 월드컵 축구 최종예선 <이란 : 호주> 중계방송 관계로 결방 12월 - 12월 6일 : 12월 7일 예정된 제15대 대통령 후보자 초청 합동 토론회 중계방송 관계로 결방 (그대 그리고 나 2부 연속 편성) - 12월 13일 : H.O.T. We Are The Future (2주 연속) - 12월 20일 : H.O.T. We Are The Future (3주 연속) (BEST OF BEST) - 12월 27일 : 미집계 1997년 송년특집 연말결산 (H.O.T. 올해의 BEST OF BEST) 50 수상 |

### 1998년
| 1월 - 1월 3일 : 터보 Goodbye Yesterday (1998년 신년특집 1998년 인기가요 베스트 50) - 1월 10일 : 이현우 헤어진 다음날 - 1월 17일 : 이현우 헤어진 다음날 (2주 연속) (인기가요 베스트 50 마지막 방송) |

## 방송 사고
- 1995년 11월 첫째주에 편승엽의 '찬찬찬' 공연 도중 2절부터 이본,정찬(당시 MC)이 더 나와 함께 노래를 불렀는데 정찬은 가사를 몰라 노래를 못 불렀고 이본은 '나나나~♬'로 무마하는 일이 일어났다.
- 1996년 12월 마지막주 1위 발표에서 투표집계 결과 H.O.T의 캔디가 1위를 했는데 클로징 인사 후 마지막 encore 자막에서 1위가 류시원 - 조조할인으로 잘못 뜨는 일이 발생했다.
- 1997년 2월 15일에 삐삐 롱스타킹의 '바보 버스' 공연 도중 멤버가 카메라를 향해 꼴뚜기질(가운데손가락만을 세우는 행동)을 하고, 카메라를 향해 침을 뱉는 행동으로 인해 방송위원회(현 방송통신심의위원회)에서 삐삐 롱스타킹은 무기한 출연정지를 당했고 당시 제작진들에게도 경고 조치를 취했다.
- 1997년 5월 10일 젝스키스의 '연정' 공연 초반에 강성훈의 음성이 나오지 않는 사고가 일어났다.
- 1997년 8월 9일 쿨의 '해변의 여인' 공연 초반에 이재훈의 음성이 몇 초 간 나오지 않는 일이 발생했다.
- 1998년 1월 3일 젝스키스의 '기사도' 공연 초반에 강성훈의 마이크 음성이 나오지 않는 사고가 발생했다. 초반에 당황을 해서 무대 밖으로 나가려 하자, 스태프가 무대로 와서 마이크를 바꿔 주었다.

## 참고 사항
- 1997년 개편을 맞아, 노랫말 가사가 도입하여, 가운데 자막 디자인을 추가되었다.

## 같이 보기
- 가요톱10 (KBS, 경쟁 프로그램)
- 생방송 음악캠프 (MBC)
- 쇼!음악중심 (MBC)
- TV 가요 20 (SBS,경쟁 프로그램)